# کیم بویی
کیم بویی (به انگلیسی: Kim Bùi) ژیمناست زادهٔ ۲۰ ژانویهٔ ۱۹۸۹ میلادی اهل کشور آلمان است.